# Mezei poszáta
A mezei poszáta (Curruca communis) a madarak osztályának verébalakúak (Passeriformes) rendjébe és az óvilági poszátafélék (Sylviidae) családjába tartozó faj.

## Rendszerezés
Besorolása vitatott, egyes rendszerezők szerint a Sylvia nembe tartozik Sylvia communis néven.

## Előfordulása
Európában és Ázsia nyugati és délnyugati részén él. Sövények, bokrok közt, árterekben és kertekben érzi jól magát.

## Alfajai
- Curruca communis communis
- Curruca communis icterops
- Curruca communis rubicola
- Curruca communis traudeli
- Curruca communis volgensis

## Megjelenése
Testhossza 14 centiméter, szárnyfesztávolsága 18–23 centiméter, testtömege pedig 13–18 gramm. Felül világos szürkésbarna, teste alsó része és torka fehéres. A hím feje teteje szürke, a tojóé barnás.
|  |  |

## Életmódja
A sűrű bokrok között, néha a fűben keresgéli hernyókból, rovarokból és pókokból álló táplálékát.

## Szaporodása
Májusban gyökerekből, fűszálakból és tollpihékből készíti fészkét. Fészekalja 5 tojásból áll, melyen 11-13 napig kotlik. Egy évben kétszer költ.

## Kárpát-medencei előfordulása
Magyarországon rendszeres fészkelő, gyakori fajnak számít, de fogyatkozó tendenciát mutat.

## Védettsége
Magyarországon védett, természetvédelmi értéke 25 000 Ft.